# سسک تاج‌دار
سسک تاج‌دار (نام علمی: Phylloscopus coronatus) نام یک گونه از تیره سسک‌های برگی است.